# بومباردييه بيلي ويلز
بومباردييه بيلي ويلز (بالإنجليزية: Bombardier Billy Wells)‏ مواليد 31 أغسطس 1889 في لندن، إنجلترا - الوفاة 12 يونيو 1967 في لندن، إنجلترا، كان ملاكم إنجليزي سابق صنّف ضمن فئة الوزن الثقيل.

## إحصائيات
خاض خلال مسيرته 52 نزالا، فاز في 41 ولم يتعادل وخسر في 11. فاز بالضربة القاضية في 34 نزالا.

## روابط خارجية
- بومباردييه بيلي ويلز على موقع بوكس ريك (الإنجليزية) (registration required)